# Vicco (Perú)
Vicco es una localidad peruana ubicada en el Distrito de Vicco, en la provincia de Pasco, región Pasco. Es asimismo capital del distrito de Vicco. Se encuentra a una altitud de 4103 msnm. Tenía una población de 1554 habitantes en 1993.

## Clima
| Parámetros climáticos promedio de Vicco | Parámetros climáticos promedio de Vicco | Parámetros climáticos promedio de Vicco | Parámetros climáticos promedio de Vicco | Parámetros climáticos promedio de Vicco | Parámetros climáticos promedio de Vicco | Parámetros climáticos promedio de Vicco | Parámetros climáticos promedio de Vicco | Parámetros climáticos promedio de Vicco | Parámetros climáticos promedio de Vicco | Parámetros climáticos promedio de Vicco | Parámetros climáticos promedio de Vicco | Parámetros climáticos promedio de Vicco | Parámetros climáticos promedio de Vicco |
| Mes                                     | Ene.                                    | Feb.                                    | Mar.                                    | Abr.                                    | May.                                    | Jun.                                    | Jul.                                    | Ago.                                    | Sep.                                    | Oct.                                    | Nov.                                    | Dic.                                    | Anual                                   |
| --------------------------------------- | --------------------------------------- | --------------------------------------- | --------------------------------------- | --------------------------------------- | --------------------------------------- | --------------------------------------- | --------------------------------------- | --------------------------------------- | --------------------------------------- | --------------------------------------- | --------------------------------------- | --------------------------------------- | --------------------------------------- |
| Temp. media (°C)                        | 6.9                                     | 6.7                                     | 6.6                                     | 6.7                                     | 5.7                                     | 4.9                                     | 4.8                                     | 5.4                                     | 5.8                                     | 6.4                                     | 6.6                                     | 6.9                                     | 6.1                                     |
| Temp. mín. media (°C)                   | 1.2                                     | 1.5                                     | 1.2                                     | 0                                       | -1.5                                    | -3.4                                    | -3.5                                    | -2.7                                    | -1.2                                    | -0.2                                    | -0.1                                    | 0.2                                     | -0.7                                    |
| Fuente: climate-data.org                |                                         |                                         |                                         |                                         |                                         |                                         |                                         |                                         |                                         |                                         |                                         |                                         |                                         |